# Max Pirkis
Max William R. Pirkis (Londres, Inglaterra, 6 de janeiro de 1989) é um ator inglês.
Pirkis nasceu em Londres, Inglaterra, filho de pai corretor e mãe editora. Ele também tem uma irmã mais velha, chamada Elli Pirkis.
Tendo sido educado em Eton College, Pirkis agora frequenta a St. Catharine's College, Cambridge, onde estuda Teologia. Ele também é capitão do time de futebol da faculdade (2009 - 2010).
Pirkis começou atuando em peças da escola, foi escolhido aos treze anos, para viver o aspirante de marinha maneta "Sr. Will Blakeney" em 2003 no filme de sucesso, Mestre dos Mares - O Lado Mais Distante do Mundo. Mais recentemente, Pirkis desempenhou "Gaius Octavian" (que mais tarde se tornou César Augusto) na série da BBC/HBO, Rome.

## Filmografia
| Filmes      | Filmes                                          | Filmes                                           | Filmes        |
| Ano         | Título Original                                 | Título (Brasil)                                  | Papel         |
| ----------- | ----------------------------------------------- | ------------------------------------------------ | ------------- |
| 2003        | Master and Commander: The Far Side of the World | Mestre dos Mares - O Lado Mais Distante do Mundo | Will Blakeney |
| Séries      |                                                 |                                                  |               |
| Ano         | Título                                          | Papel                                            | Episódios     |
| 2005 / 2007 | Rome                                            | Gaius Octavian                                   | 13 episódios  |

## Prêmios e Indicações
| Prêmios | Prêmios   | Prêmios                              | Prêmios                                    | Prêmios                                          |
| Ano     | Resultado | Premiação                            | Categoria                                  | Título                                           |
| ------- | --------- | ------------------------------------ | ------------------------------------------ | ------------------------------------------------ |
| 2004    | Venceu    | Young Artist Awards                  | Melhor Ator Jovem em Filme Internacional   | Mestre dos Mares - O Lado Mais Distante do Mundo |
| 2004    | Indicado  | PFCS Award                           | Melhor Ator Jovem Principal ou Coadjuvante | Mestre dos Mares - O Lado Mais Distante do Mundo |
| 2004    | Venceu    | Evening Standard British Film Awards | Estreia Mais Promissora                    | Mestre dos Mares - O Lado Mais Distante do Mundo |